# جاسوس العين
SpyEye هو برنامج ضار يهاجم المستخدمين الذين يستخدمون Google Chrome وSafari وOpera وFirefox وInternet Explorer على أنظمة التشغيل Microsoft Windows .  يستخدم هذا البرنامج الخبيث تسجيل ضغطات المفاتيح والاستيلاء على النماذج لسرقة بيانات اعتماد المستخدم للاستخدام الضار.   يتيح SpyEye للمتسللين سرقة الأموال من الحسابات المصرفية عبر الإنترنت وبدء المعاملات حتى أثناء تسجيل دخول المستخدمين الحقيقيين إلى حساباتهم المصرفية 
يتمتع SpyEye بالقدرة على إضافة حقول جديدة أو تعديل الحقول الموجودة عند عرض صفحة الويب الخاصة بالضحية في متصفحها، مما يتيح للقراصنة إدخال بيانات مثل أسماء المستخدمين أو كلمات المرور أو أرقام البطاقات، وبالتالي تمكينهم من سرقة الأموال دون أن يلاحظ أصحاب الحسابات ذلك. كما يمكن أن يعرض البرنامج الخبيث رصيدًا مزيفًا للمستخدم، يخفي من خلاله المعاملات الاحتيالية. وعند تسجيل الدخول مرة أخرى، يظهر للمستخدم رصيد وهمي ولا تُعرض العمليات المشبوهة في المتصفح، رغم أن البنك يستمر في تسجيل هذه المعاملات غير الصحيحة.
كان المستخدمون والمؤسسات المستهدفة في الولايات المتحدة والمملكة المتحدة والمكسيك وكندا والهند أكبر ضحايا لـ SpyEye. شكلت الولايات المتحدة 97% من المؤسسات التي تعرضت لهذا البرمجيات الضارة. 

## مؤلفو SpyEye
يُعتقد أن مبتكر زيوس أعلن تقاعده وأنه أعطى الكود المصدري وحقوق بيع زيوس إلى أكبر منافسيه، مبتكر حصان طروادة SpyEye؛ وحذر نفس الخبراء من أن التقاعد كان خدعة ويتوقعون أن يعود المطور بحيل جديدة.  
في عام 2016، تم القبض على ألكسندر أندريفيتش بانين، كاتب SpyEye، وحُكم عليه بالسجن لمدة تسع سنوات وستة أشهر. 
تم القبض على حمزة بن دلاج ، المؤلف المشارك SpyEye، وحُكم عليه أيضًا بالسجن لمدة 15 عامًا؛ حيث اتُهم الرجلان بسرقة مئات الملايين من الدولارات من البنوك في جميع أنحاء العالم. 